# Lục Đảo

Hương Lục Đảo trực thuộc huyện Đài Đông

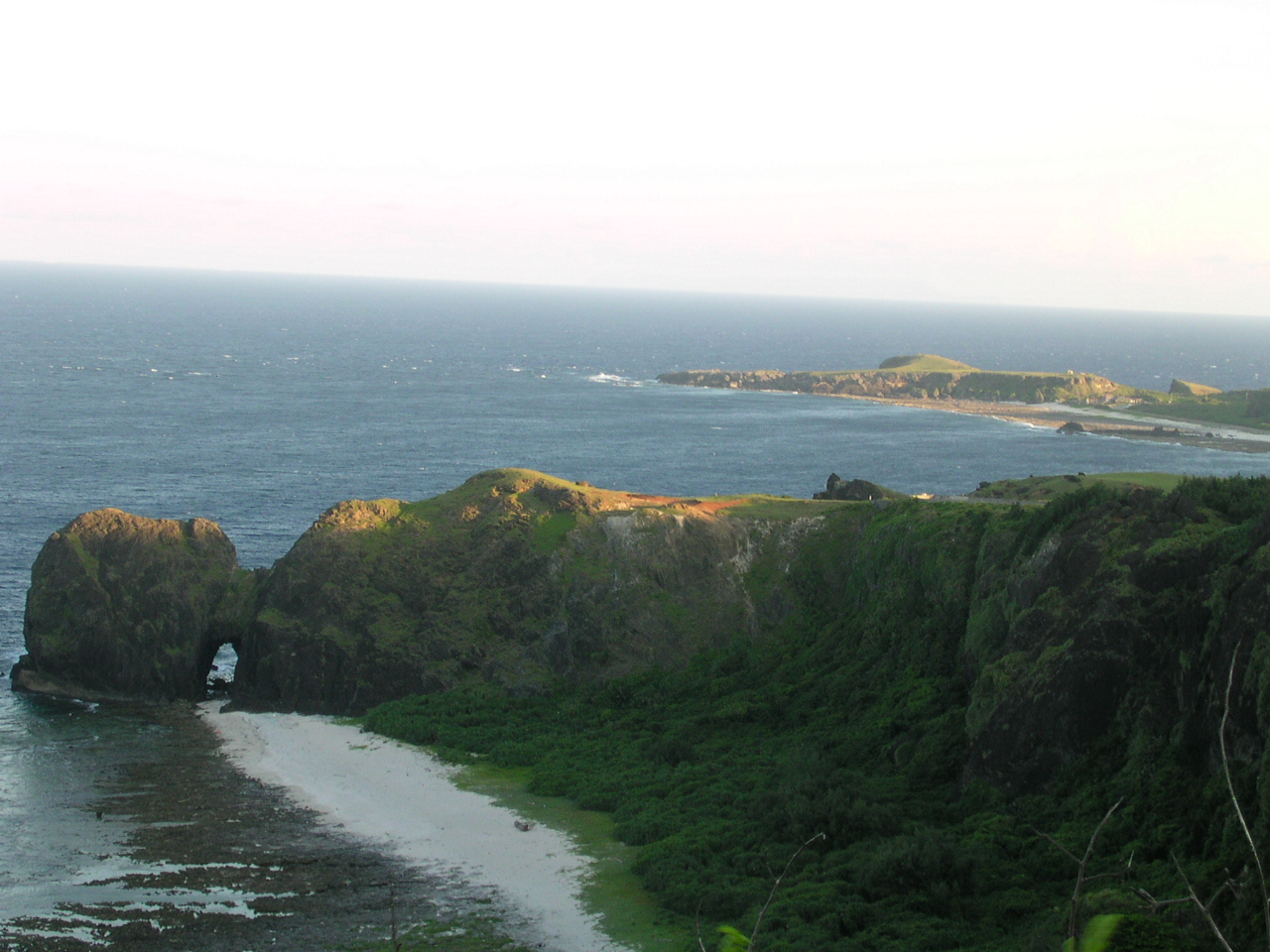
Lục Đảo

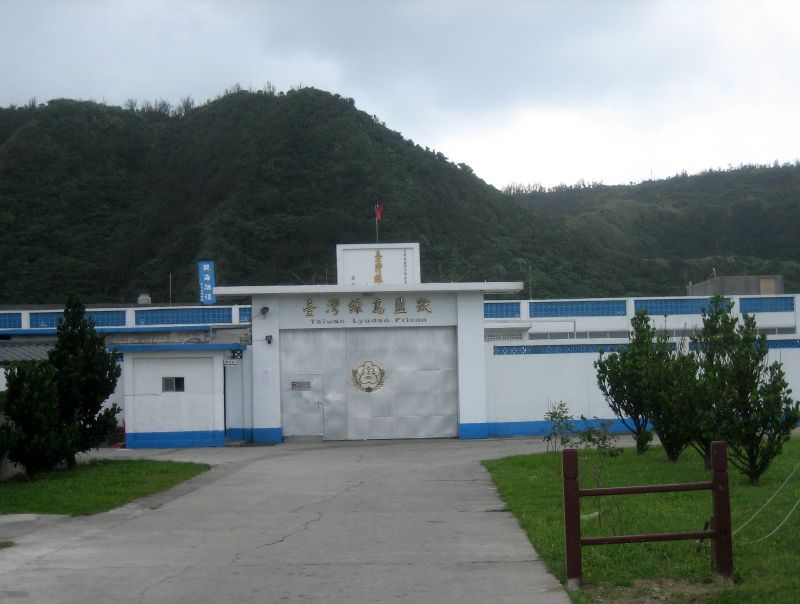
Nhà tù Lục Đảo

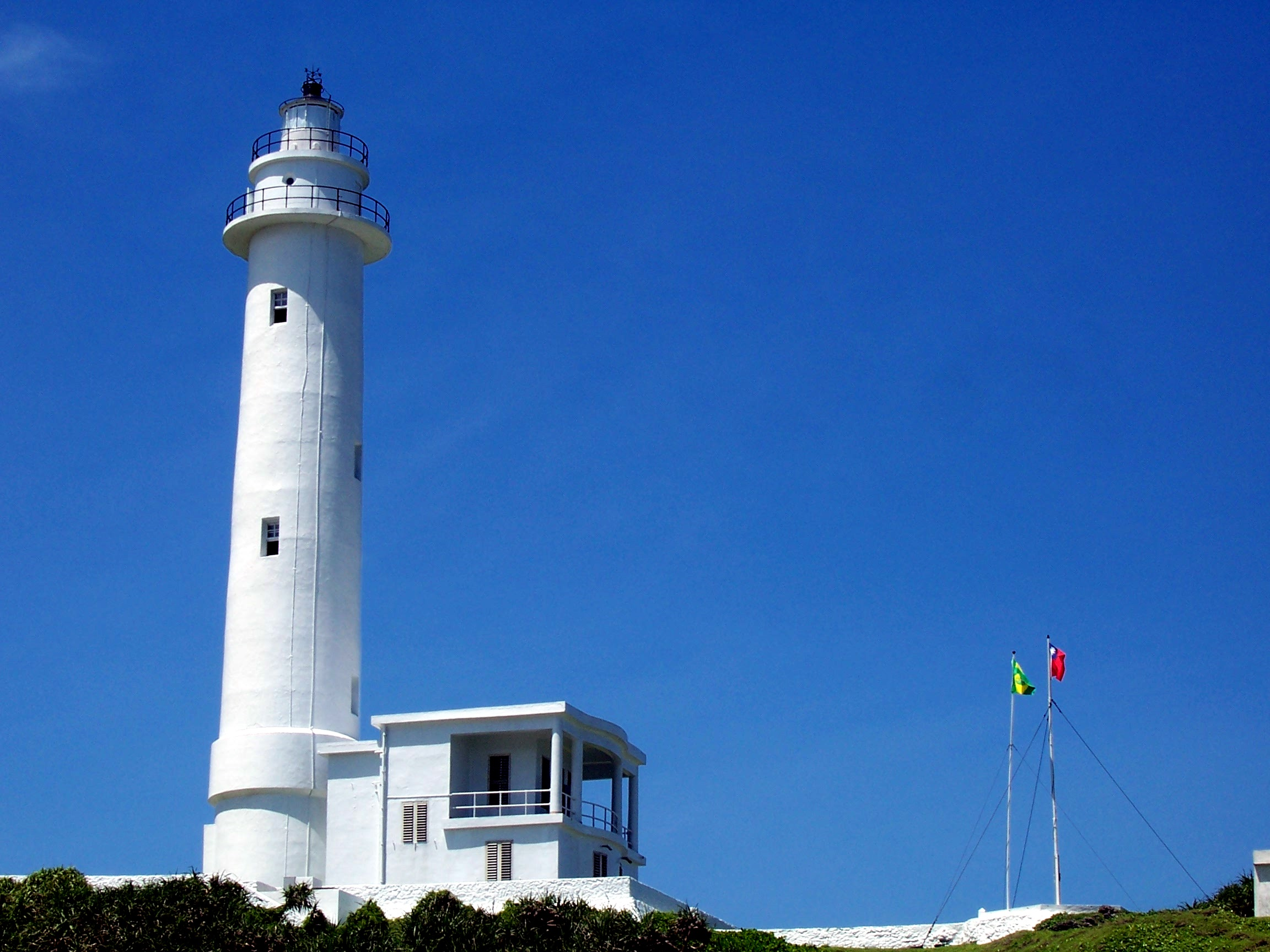
Hải đăng Lục Đảo ở phía đông của sân bay

Lục Đảo (Phồn thể:綠島, Bính âm:Lǜ Dǎo) là một đảo núi lửa tại Thái Bình Dương, cách bờ biển phía đông Đài Loan khoảng 33 km (20,5 mi). Trong thế kỷ 19, đảo còn được biết đến với tên gọi Samasana Island và người Nhật gọi đảo là Kasho-to (火燒島 Hỏa Thiêu Đảo). Hòn đảo có diện tích 15,092 km² khi triều cao và 17,329 km² lúc thủy triều xuống. Về mặt hành chính, đảo là Hương Lục Đảo (xã?) (綠島鄉) thuộc Huyện Đài Đông và là một trong hai hương xa bờ của Đài Loan cùng với Lan Tự. Lục Đảo là hòn đảo lớn thứ tư của Trung Hoa Dân Quốc. Có thể đến đảo bằng máy bay trong khoảng 8-12 phút từ Thành phố Đài Đông. Ngoài ra còn có thể đến đảo bằng phà có thể chở tới 250 hành khách. Lục Đảo nay là một địa điểm được biết đến cho hoạt động lặn biển đối với du khách trong và ngoài Đài Loan.

## Nhà tù
Hòn đảo chủ yếu được chú ý vì là nơi có những nhà tù trong thời thuộc địa cũng như hiện tại. lục Đảo được lựa chọn vì là địa điểm biệt lập và là địa điểm lưu đày của các tù nhân chính trị trong thời kỳ thiết quân luật trong Lịch sử Đài Loan dưới thời kỳ cai trị độc đảng của Quốc Dân Đảng. Sau khi được thả, nhiều tù nhân bị giam từ cuối những năm 1940 và cuối những năm 1980 đã tụ họp lai để thành lập Đảng Dân Tiến. Lục Châu Sơn Trang là một nhà tù chính thời đó nhà tù này sau đó đã bị đóng cửa và hiện được mở cửa để công chúng viếng thăm. Nhà tù Lục Đảo cũng nằm trên đảo và là nơi giam giữ một số tù nhân được coi là trong số những tên tội phạm nguy hiểm nhất của Đài Loan và thành viên các băng đảng. Tuy nhiên, điều này đã thay đổi trong những năm gần đây.

## Dân số
Năm 1995, ít hơn một nửa trong số 2.634 cư dân đăng ký của hòn đảo này thực sự cư trú trên đảo. Dân số đảo đang suy giảm do những khó khăn về việc làm trên đảo. Có hai trường mầm non, một trường mẫu giáo, hai trường tiểu học, và một trường trung học trên đảo. Để theo đuổi bất kỳ nền giáo dục ở cấp học phổ thông hoặc cao hơn, người dân trên đảo phải di chuyển đến đảo chính của Đài Loan. Trung tâm dịch vụ công cộng bao gồm một nhà dưỡng lão, một thư viện, và một trung tâm cộng đồng.
Hòn đảo này ban đầu là nơi sinh sống của bộ tộc Ami, họ gọi hòn đảo là Sanasai. Đảo được gọi là Hỏa Thiêu Đảo (火烧岛, Huǒshāo Dǎo), hoặc Hỏa Thiêu Tự (火烧屿, Huoshao Yu) trước khi đổi tên thành Lục Đảo vào ngày 1/8/1949 vì người ta cho rằng tên cũ không thích hợp.
Các làng hay điểm định cư:
- Làng Trung Liêu (中寮村) (Zhongliao)
  - Zhongliao
- Làng Nam Liêu (南寮村) (Nanliao)
  - Nam Liêu (南寮)
  - Ngư Cảng (漁港) (Yugang)
- Làng Công Quán (公館村) (Gongguan)
  - Công Quán (公館)
  - Sài Khẩu (柴口) (Chaikou)
  - Lưu Ma Câu (流麻溝) (Liumagou)
  - Đại Hồ (大湖) (Dahu)
  - Tả Bình (左坪) (Zuoping)